# Cryptoscenea evansorum
Cryptoscenea evansorum är en insektsart som beskrevs av Courtenay N. Smithers 1984. Cryptoscenea evansorum ingår i släktet Cryptoscenea och familjen vaxsländor. Inga underarter finns listade i Catalogue of Life.